# Asamblea General de Diputados de las Provincias del Alto Perú
La Asamblea General de Diputados de las Provincias del Alto Perú, o Asamblea General Deliberante del Alto Perú, fue un órgano integrado por representantes de las provincias del Alto Perú (actual Bolivia) que tuvo por cometido principal optar por la anexión de los territorios hacia un país limítrofe o su independencia. La Asamblea decidió por la Independencia del Alto Perú, posteriormente firmando el Acta de Independencia el 6 de agosto de 1825, con el que se dio nacimiento a la República de Bolívar.

## Antecedentes
Las rebeliones indígenas, los levantamientos en Chuquisaca y La Paz, ya encaminaban el largo proceso independentista en el Alto Perú y advertían la conformación de una nueva república. Sumándose los levantamientos de Potosí, Oruro, Cochabamba y algunas guerrillas y republiquetas. Las victorias de Junín, el 6 de agosto de 1824, contra las fuerzas de Canterac y Ayacucho, el 9 de diciembre de 1824, contra las fuerzas de La Serna, significaron triunfos definitivos por la causa de la libertad. 
Sin embargo , todavía defendía la corona de España, el general Pedro Antonio Olañeta a quién el general Antonio José de Sucre, mediante el emisario Elizalde, le propuso que desistiese de tal propósito y una vez reconocida la independencia por las autoridades españolas, las provincias podrían quedar bajo su autoridad; pero tal propuesta fue rechazada por Olañeta y pidió un armisticio de cuarenta días, lo que el general Sucre rechazó enérgicamente. Entonces Olañeta mandó a su sobrino, Casimiro Olañeta, a la costa para conseguir armas, pero este se desvió y se dirigió a Desaguadero a dar encuentro al general Sucre, a la cabeza de una comitiva de criollos alto peruanos a informarle de las intenciones de Pedro Antonio Olañeta e insistirle la creación del Decreto del 9 de febrero de 1825, por tanto la independencia del Alto Perú.

### Batalla de Tumusla
A la cabeza de la vanguardia Chichas, Carlos Medinaceli Lizarazu, por órdenes de Sucre, procedió a apaciguar el amotinamiento de Olañeta, por no haber aceptado este abandonar la guerra. Viendo que las tropas libertadoras le perseguían, salió de Potosí con sus hombres, el 28 de marzo de 1825. 
El 2 de abril de 1825, su lugarteniente, el coronel Carlos Medinaceli, que había pasado a la causa patriota, se sublevó contra su antiguo superior en Tumusla, donde el combate duró cuatro horas, y Olañeta cayó mortalmente herido, dando fin al poderío español.

### Decreto de Bolívar de mayo de 1825
El 16 de mayo de 1825, Simón Bolívar decretó en Arequipa la convocatoria de una Asamblea General en las provincias del Alto Perú para que expresaran libremente su voluntad política y decidieran su futuro. Esta disposición reafirmaba y ampliaba el alcance del decreto emitido por Antonio José de Sucre el 9 de febrero del mismo año, que ya había previsto la necesidad de consultar a las provincias sobre su destino. La deliberación debía realizarse sin obstaculizar la instalación del nuevo Congreso del Perú prevista para el año siguiente. Además, las provincias quedaban bajo la autoridad inmediata del general Sucre, encargado de garantizar el orden durante el proceso. Algunos interpretan este decreto como oposición de Bolívar a que el Alto Perú se constituya en nación independiente.

## Asamblea Deliberante
El Gran Mariscal de Ayacucho, Antonio José de Sucre, expidió el Decreto del 9 de febrero de 1825, convocando a los representantes de las cinco provincias del Alto Perú a la denominada Asamblea General de Diputados de las Provincias del Alto Perú que debería realizarse primeramente en Oruro, para decidir el destino de tales provincias. 
Está asamblea recién se llevó a cabo el 24 de junio de 1825 en Chuquisaca, no obstante de haberse recibido una comunicación de Bolívar que daba instrucciones terminantes para una fecha posterior. Por fin se realizó el 10 de julio de 1825, y como primer acto de la sesión se dio lugar a la organización de la directiva que conformaría la Asamblea Constituyente.

### Composición
La Primera Asamblea deliberante, estaba compuesta por los siguientes representantes:
- Presidente:
  - José Mariano Serrano: De destacada actuación en el congreso de Tucumán de 1816. (Diputado por Charcas)
- Vicepresidente:
  - José María Mendizábal : (Diputado por La Paz)
- Secretario:
  - Ángel Mariano Moscoso (Diputado por Charcas)

Los demás diputados fueron los siguientes:
- Por La Paz:
  - José María de Asín
  - Miguel Casimiro Aparacio
  - José Miguel Lanza: Jefe militar en la guerra de independencia.
  - Fermín Eyzaguirre
  - José Ballivián: militar y futuro presidente de Bolivia.
  - Martín Cardón
  - Juan María Velarde
  - Francisco M. de Pinedo
  - José Ignacio Calderón y Sanjinés
  - Rafael Monje
  - Eusebio Gutiérrez
- Por Charcas:
  - Ambrosio Mariano Hidalgo
  - Casimiro Olañeta: Convenció a Sucre para que emita el Decreto del 9 de febrero de 1825.
  - Manuel María Urcullo, reconocido por su facilidad de palabra y encargado de redactar las actas.
  - José María Dalence
  - Francisco Palazuelos
- Por Potosí:
  - Melchor Daza
  - Manuel José Calderón
  - Manuel Antonio Arellano
  - Manuel Anselmo Tapia
  - Manuel Martín Cruz: en un momento de emoción: Propuso el cambio de nombre de la República de Bolívar a Bolivia.
  - Manuel Argote
  - José Antonio Pallares
  - José Eustaquio Gareca
  - Manuel María García
  - José Mariano Enríquez
  - Isidoro Trujillo
  - Juan Manuel de Montoya
  - Mariano Vargas
  - José Ignacio de Sanjinés: autor de la Letra del Himno Nacional de Bolivia.
- Por Cochabamba:
  - Miguel José de Cabrera
  - Francisco Vidal
  - José Manuel Pérez
  - Nicolás Cabrera
  - Mariano Centeno
  - Dionisio de la Borda
  - José Manuel Tames
  - Pedro Terrazas
  - Melchor Paz
  - Miguel Vargas
  - Marcos Escudero
  - Mariano Méndez
  - Manuel Cabello
- Por Santa Cruz:
  - Antonio Vicente Seoane
  - Vicente Caballero

### Debate y Firma del Acta
El ambiente durante los primeros días del mes de agosto fue tenso, ya que los asambleístas que promovían la independencia tenían que encargarse de convencer a sus colegas indecisos al respecto. Durante las audiencias públicas asistieron muchas personas e incluso se presume, aunque no hay registros al respecto, que la misma Juana Azurduy de Padilla acudía a ver los debates de los diputados.
Se analizaron dos corrientes:
- Anexionista, o de unión al Perú o Buenos Aires.
- Autonomista, o de independencia absoluta.

La idea de anexión al gobierno de Buenos Aires contaba con un alto rechazo, por la conducta mostrada por los ejércitos auxiliares argentinos que ingresaron al territorio altoperuano y al abandono que sintió la población durante la guerra de la independencia. La idea de anexión al Perú tuvo aceptación solamente en dos diputados de La Paz: Eusebio Gutiérrez y Juan María Velarde. La discusión sobre las corrientes finalizó el 28 de julio de 1825 y se votó por tres opciones:
1. Su anexión al Gobierno de Buenos Aires.
2. Su anexión a la República del Bajo Perú.
3. La independencia absoluta, y las provincias pasen a formar una nueva república.

La anexión al Gobierno de Buenos Aires no obtuvo ningún voto, la de anexarse al Bajo Perú obtuvo 2 votos, y por abrumadora mayoría la Asamblea decidió por la Independencia del Alto Perú. Concluyendo la reunión el 21 de julio de 1825, finalmente, el presidente de la Asamblea José Mariano Serrano, junto a una comisión formada por Manuel María Urcullo, José María Mendizábal y Casimiro Olañeta, redactaron el "Acta de la Independencia" para que a propósito sea firmada en fecha de 6 de agosto de 1825, primer aniversario de la Batalla de Junín y como herramienta de persuasión hacia Bolívar como homenaje hacia su persona.

### 6 de agosto de 1825

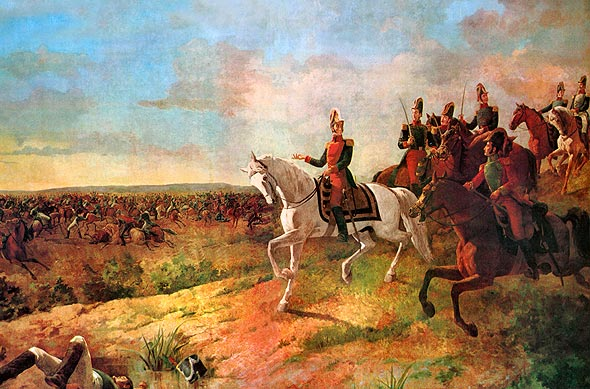
Batalla de Junín, 1824.

Se celebraba el primer aniversario de la Batalla de Junín, el 6 de agosto de 1825, los delegados de las provincias altoperuanas se reunieron para proclamar el nacimiento de la nueva República. Al término de la lectura del texto de la Declaración de la Independencia, firmaron el documento los cuarenta y ocho delegados presentes en la Asamblea.
Posteriormente se realizaron más sesiones, en el que se decidió varios aspectos, como el nombre de la nueva república, en homenaje al Libertador y para evitar que este se opusiera a la creación de la nueva república, además se le designó Padre de la República y Jefe Supremo del Estado. Bolívar agradeció estos honores, pero declinó la aceptación de la Presidencia de la República, para cuyo cargo insinuó el nombre del general Sucre.
En la sesión del 3 de octubre de 1825, el diputado Potosino Rev. Padre Manuel Martín Cruz, en un momento de emoción, dijo: "Si de Rómulo se derivó Roma: de Bolívar debe ser Bolivia"; de esta manera se renombró a la nueva república.
Bolívar hasta ese momento no aceptaba de buen agrado la independencia la nueva república, pero, lo que le conmovió profundamente fue la actitud de las masas populares.
El 18 de agosto, a su llegada a La Paz hubo una verdadera manifestación de regocijo popular. La misma escena se repitió cuando el Libertador llegó a Oruro, después a la Villa Imperial y finalmente a Chuquisaca.
Esta expresión tan ferviente de la población, conmovió a Bolívar, quien de buen grado aceptó la Presidencia de la República y llamó su "'Hija Predilecta"' a la nueva Nación.

#### Decretos de la Asamblea Deliberante
En las sesiones posteriores al 6 de agosto de 1825 se decidió varios aspectos:
1. La nueva república adoptaría el nombre de "Bolívar", en homenaje al Libertador Simón Bolívar.
2. Se determinó que la capital sería la ciudad de Chuquisaca y llevaría el nombre de "Sucre" en honor al Mariscal de Ayacucho Antonio José de Sucre.
3. Se decreta nombrar como Padre, Protector, y Primer presidente en la persona de Simón Bolívar.
4. Se decreta la creación de la nueva moneda.
5. Se decreta crear los símbolos patrios, el escudo y la bandera.
6. Se decreta crear los tres poderes del estado: Ejecutivo, Legislativo y Judicial.

-Se obsequió dos hermosas medallas de oro con incrustaciones de piedras preciosas: una para el Libertador Simón Bolívar, quien la devolvió al Congreso Nacional para que sirva como insignia de mando a los presidentes de Bolivia, y la otra, le entregó al Gran Mariscal de Ayacucho, Antonio José de Sucre, quién la envió a Cumaná su ciudad natal.

### Decretos de Bolívar
El Padre, Protector, y Primer presidente Simón Bolívar dio a conocer los siguientes decretos:
1. Para la administración del nuevo gobierno, toma como modelo el sistema de administración francés (departamentos, provincias y cantones)
2. Creación de la Contaduría para el manejo de las rentas públicas del Estado.
3. Proyecto educativo a cargo de su maestro Simón Rodríguez.
4. Abolicón del tributo indígena.
5. Prohibición de los servicios personales de los indígenas.
6. Cambio del nombre de Puerto Cobija, por Puerto La Mar en honor a un oficial de su Estado Mayor, declarándolo puerto principal de Bolivia.

## Acta de la Independencia
"El mundo sabe que el Alto Perú ha sido, en el continente americano, el ara donde se vitió la primera sangre de los libres y la tierra, donde existe la tumba del último de los tiranos... La representación soberana de las provincias del Alto Perú, profundamente penetrada del grandor e inmenso peso de su responsabilidad para con el cielo y con la tierra, en el acto de pronunciar la futura suerte de sus comitentes, despojándose en las aras de la justicia de todo espíritu de parcialidad, interés y miras privadas; habiendo implorado, llena de sumisión y respetuoso ardor, la paternal asistencia del Hacedor santo del orbe, y tranquila en lo íntimo de su conciencia por la buena fe, detención, justicia, moderación y profundas meditaciones que presiden a la presente resolución, declara solamente a nombre y absoluto poder sus dignos representados: Que ha llegado el venturoso día en que los inalterables y ardientes votos del Alto Perú, por emanciparse del poder injusto, opresor, y miserable del Rey Fernando VII, corroborados con la sangre de sus hijos, consten con la solemnidad y autenticidad que al presente, y que cese para con esta privilegiada región la condición degradante de Colonia de la España junto con toda dependencia, tanto de ella, como de su actual y posteriores monarcas: que en consecuencia, y siendo al mismo tiempo interesante a su dicha, no asociarse a ninguna de las repúblicas vecinas, se erigen un Estado soberano e independiente de todas naciones, tanto del viejo como del nuevo mundo; y los departamentos del Alto Perú, firmes y unánimes en esta tan justa y magnánima resolución, protestan a la faz de la tierra entera, que su voluntad irrevocable es gobernarse por sí mismos, y ser regidos por la constitución, leyes y autoridades que ellos propios se diesen y creyense más conducentes a su futura felicidad en clase de nación, y el sostén inalterable de su santa religión Católica, y de los sacrosantos derechos de honor vida, libertad, propiedad y seguridad".
José Mariano Serrano